# San Inazio Beisbol Elkartea
San Inazio Beisbol Elkartea es un equipo de béisbol de Bilbao, Vizcaya (España) que compite en la División de Honor de la Liga Nacional de Béisbol.

## Historia

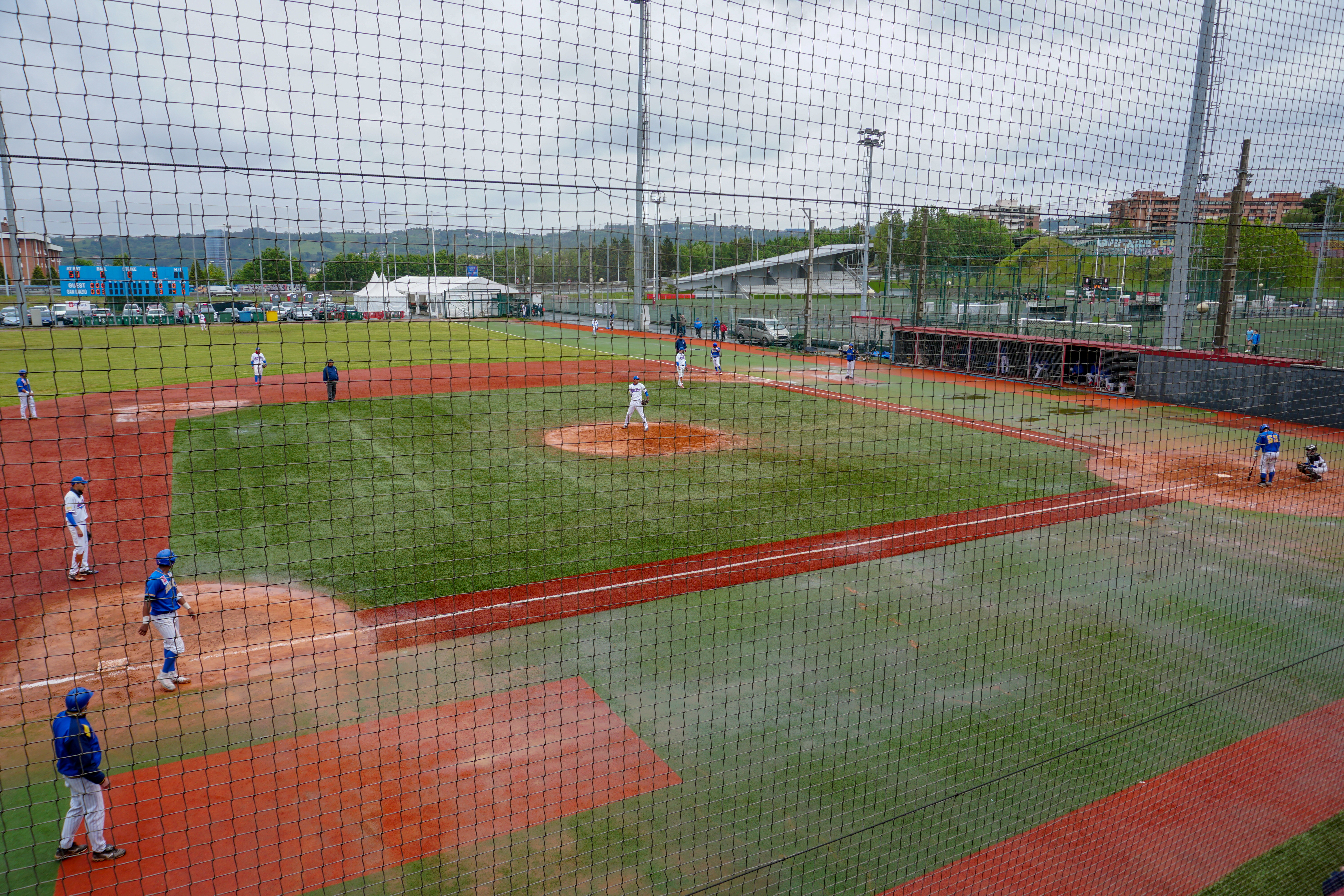
Final de la Copa del Rey 2019 en las instalaciones del San Inazio contra el Sant Boi

San Inazio Kirol Elkartea fue fundado a principio de la década de los 50 por D. Pedro Alday, quien con chavales del barrio de San Inazio inició la historia de este Club. En aquella época, cuando el béisbol entra en Vizcaya, clubes históricos como el Iturrigorri de Rekalde, el San Vicente de Abando, el Club Deportivo, y el mismo San Inazio, inician las primeras ligas provinciales.
Son muchos los que recuerdan en el barrio de San Inazio, y a finales de los 50, “el primer partido internacional” de béisbol jugado en Vizcaya, cuando el San Inazio se enfrentó a un equipo de marinos de la armada norteamericana, que habían atracado en Santurce. Aunque los bilbaínos perdieron, recibieron cajas de leche en polvo regaladas por los marinos, que en aquellos años eran muy apreciadas.
El San Inazio inició así su andadura, compitiendo tanto en las ligas provinciales, como en los Campeonatos de España a los que pudo acceder, destacando en su palmarés dos campeonatos de España juvenil conseguidos en la década de los 60 y de los 80, y un subcampeonato de España senior de 1.ª División al comienzo de los 90. Ya en los años 70, el equipo bilbaíno no participó durante unos años, por falta de continuidad de las distintas directivas, vacío que fue llenado por los equipos de La Salle (Deusto) y de Salesianos (Deusto) donde recalaron muchos de los jugadores del Club. En aquel equipo de Salesianos jugaron durante un tiempo los ciclistas Ismael y Marino Lejarreta.
Fue en 1977 cuando comienza el club a crear la categoría senior y otra juvenil para competir en las ligas regionales. Para el siguiente año ya son cuatro los equipos que compiten bajo los colores del Club (senior, juvenil, cadete e infantil).
Durante los siguientes años, el San Inazio participará en diferentes Campeonatos de España, sin poder vencer todavía a los poderosos equipos catalanes, navarros, y madrileños que dominaban el béisbol nacional.
En los 80, el “Sani” comienza a participar en la recién creada 2.ª División Nacional, consiguiendo ascender rápidamente a 1.ª División, manteniéndose siempre en categoría nacional.
Son las categorías inferiores, las que dan lugares de honor al “Sani” en las competiciones provinciales, autonómicas y nacionales, con diversos campeonatos y subcampeonatos a nivel cadete y juvenil. Es al principio de los 90, cuando se consigue el tan ansiado ascenso a la máxima categoría del béisbol nacional.
En la actualidad, el San Inazio milita en la División de Honor en categoría senior. Mantiene, asimismo, otro equipo de categoría senior en la recién creada Liga Vasca y equipos inferiores en categorías juvenil, cadete e infantil. No se debe de olvidar la participación de diversos jugadores del Club en las diferentes selecciones nacionales, habiendo competido en numerosos campeonatos internacionales, incluyendo las Olimpiadas de Barcelona. Asimismo, el San Inazio está siendo invitado desde 1994, al Torneo Internacional de Béisbol de Agen (Francia) cosechando lugares de honor ante equipos europeos (holandeses, italianos, alemanes, franceses, etc). De la misma forma, se organizan torneos en Bilbao con la participación de equipos y selecciones tanto nacionales como internacionales. Igualmente, y desde 1994, San Inazio Kirol Elkartea organiza un torneo de béisbol amateur, con éxito de participación y público, donde se busca mantener el contacto con todas aquellas personas que a lo largo de tantos años han pasado por las novenas del Club y que forman parte de “nuestra historía”.

## Uniforme
Uniformidad oficial:
- Como local
  - Chaquetilla blanca con rayas azules, pantalón blanco con rayas azules, sudadera azul, medias azules y gorra azul.
- Como visitante
  - Chaquetilla azul, pantalón gris, sudadera azul, medias azules y gorra negra.

## Equipos
- San Inazio "A"
- San Inazio "B"
- San Inazio Juvenil
- San Inazio Cadete
- San Inazio Infantil

El San Inazio Juvenil se proclamó recientemente campeón de la Serie Nacional Junior de Béisbol 2012, lo que supone el mayor éxito en la historia más reciente del club.